# Acanthodactylus senegalensis
Acanthodactylus senegalensis är en ödleart som beskrevs av  Paul Chabanaud 1918. Acanthodactylus senegalensis ingår i släktet fransfingerödlor, och familjen lacertider. Inga underarter finns listade i Catalogue of Life.